# Békésszentandrás
Békésszentandrás é uma vila da Hungria, situada no condado de Békés. Tem 77,45 km² de área e sua população em 2019 foi estimada em 3.608 habitantes.